# Åbotarätt
Åbotarätt var en hävderättighet som aldrig var erkänd i traktater eller andra avhandlingar. Yrkanden på dess tillämpning framkallade vid flera tillfällen tvister.
Åborna på sådana hemman i Finland eller i de till Ryssland avträdda delarna av Finland, vilkas ägor skars av genom de i 1721 och 1743 års fredsslut mellan Sverige och Ryssland bestämda riksgränserna, försökte behålla rättigheten att nyttja och inneha all den mark som av hävd tillhört hemmanen, trots att delar av denna mark var låg inom gränserna för ett annat territorium.